# Sommet de la Ligue arabe de 2023
Le sommet de la Ligue arabe de 2023, officiellement la 32e session ordinaire du Conseil de la Ligue des États arabes au niveau du sommet, est une réunion des chefs d'État et de gouvernement des États membres de la Ligue des États arabes qui a lieu à Djeddah, en Arabie saoudite, le 19 mai 2023. Lors de ce sommet, la Syrie a été réintégrée au sein de l'organisation alors qu'elle était suspendue depuis 2011.

## Participants
| Membres                                  | Membres                     | Membres                                        |
| Pays / Organisation                      | Représentant                | Titre                                          |
| ---------------------------------------- | --------------------------- | ---------------------------------------------- |
| Ligue arabe                              | Ahmed Aboul Gheit           | Secrétaire général                             |
| Algérie                                  | Aïmene Benabderrahmane      | Premier ministre                               |
| Arabie saoudite                          | Mohammed ben Salmane        | Premier ministre et prince héritier            |
| Bahreïn                                  | Hamed ben Issa Al Khalifa   | Roi                                            |
| Comores                                  | Kassem Lotfi                | Ministre d'État                                |
| Djibouti                                 | Ismaïl Omar Guelleh         | Président                                      |
| Égypte                                   | Abdel Fattah al-Sissi       | Président                                      |
| Émirats arabes unis                      | Mansour ben Zayed Al Nahyan | Vice-président                                 |
| Irak                                     | Mohammed Chia al-Soudani    | Premier ministre                               |
| Jordanie                                 | Abdallah II                 | Roi                                            |
| Koweït                                   | Mishal Al-Ahmad Al-Sabah    | Prince héritier                                |
| Liban                                    | Najib Mikati                | Premier ministre                               |
| Libye                                    | Mohammed el-Menfi           | Président du Conseil présidentiel              |
| Maroc                                    | Moulay Rachid               | Représentant spécial du roi                    |
| Mauritanie                               | Mohamed Ould Ghazouani      | Président                                      |
| Oman                                     | Asa'ad bin Tariq            | Vice-Premier ministre                          |
| Palestine                                | Mahmoud Abbas               | Président                                      |
| Qatar                                    | Tamim ben Hamad Al Thani    | Émir                                           |
| Somalie                                  | Hassan Sheikh Mohamoud      | Président                                      |
| Soudan                                   | Dafallah Al-Hajj            | Vice-ministre des Affaires étrangères          |
| Syrie                                    | Bachar el-Assad             | Président                                      |
| Tunisie                                  | Kaïs Saïed                  | Président                                      |
| Yémen                                    | Rachad al-Alimi             | Président du Conseil de direction présidentiel |
| Invités                                  |                             |                                                |
| Pays / Organisation                      | Représentant                | Titre                                          |
| Organisation de la coopération islamique | Hissein Brahim Taha         | Secrétaire général                             |
| Union africaine                          | Moussa Faki                 | Président de la commission                     |
| Ukraine                                  | Volodymyr Zelensky          | Président                                      |